# Heba Kadry
Heba Kadry je egyptská masteringová zvuková inženýrka. Narodila se v Egyptě, vyrůstala v Kuvajtu a poté studovala v Káhiře. Studovala hru na klavír a při studiích na univerzitě hrála v kapelách. Poté pracovala v reklamní agentuře. Později odcestovala do Ohia, kde se zúčastnila vzdělávacího programu The Recording Workshop. Poté působila v houstonském studiu SugarHill Recording Studios a následně se usadila v New Yorku, kde nejprve pracovala jako manažerka nahrávacího studia. Později začala s prací zvukařky. Dlouhodobě působila ve studiu Timeless Mastering a později si otevřela vlastní studio. Pracovala na několika stovkách nahrávek, například od Björk, Cate Le Bon, Johna Calea a Rjúičiho Sakamota. Jejím manželem je masteringový inženýr Josh Bonati.